# Le Film - Organe de l'industrie cinématographique française
Le Film - Organe de l'industrie cinématographique française est un magazine bimensuel de cinéma français fondé le 12 octobre 1940 et fermé le 31 juillet 1944,,.
Il était surtout destiné aux exploitants et aux membres de la profession cinématographique. Il fut géré par Paul-Auguste Harlé.
Il rendait compte des travaux de réorganisation de la profession menés par le Comité d'organisation de l'industrie cinématographique.